# Transat Jacques-Vabre 2013
Navigation
2011 2015
La Transat Jacques-Vabre 2013 est la onzième édition de la Transat Jacques-Vabre, aussi appelée La Route du café. Le départ, initialement prévu le 3 novembre, a été donné le 7 novembre pour les monocoques (60 pieds IMOCA et Class40) et pour les multicoques (Multi50 et MOD70). Le nouveau parcours relie Le Havre à Itajaí (Brésil) soit 5 400 milles sans aucune marque ou passage obligé. La directrice de course est Sylvie Viant qui succède à Jean Maurel, décédé en 2012.

## Type de bateau
Quatre types de bateaux sont admis à participer :
- Des voiliers monocoques d'une longueur comprise entre 59 et 60 pieds, c'est-à-dire d'environ 18 mètres. Ces bateaux doivent répondre aux règles de la classe 60 pieds IMOCA.
- Des voiliers monocoques dont la longueur est de 40 pieds soit 12,19 m. Ces bateaux doivent répondre aux règles de la classe Class40.
- Des voiliers multicoques dont la longueur est de 70 pieds soit 21,20 m. Ces bateaux doivent répondre aux règles de la classe MOD70.
- Des voiliers multicoques dont la longueur est de 50 pieds soit 15,24 m. Ces bateaux doivent répondre aux règles de la classe Multi50.

## Parcours
Le parcours relie Le Havre à Itajaí (Brésil) soit 5 400 milles sans aucune marque ou passage obligé.

## Participants
Quarante-quatre bateaux sont inscrits pour la course (2 MOD70, 10 IMOCA, 26 Class40 et 6 Multi50).

### MOD70
| Nom du bateau     | Année de lancement | N° voile | Concurrent 1    | Concurrent 2       |
| ----------------- | ------------------ | -------- | --------------- | ------------------ |
| Gitana XV         | 2011               | FRA 04   | Sébastien Josse | Charles Caudrelier |
| Oman Air-Musandam | 2012               | OMA 07   | Sidney Gavignet | Damian Foxall      |

Jean-Pierre Dick et Roland Jourdain qui devaient participer à la course à bord de Virbac-Paprec 70 doivent renoncer à participer à la transat. Leur bateau a été endommagé lors d'un chavirage au cours d'un entrainement au large de Belle-Ile le 10 octobre 2013.

### IMOCA

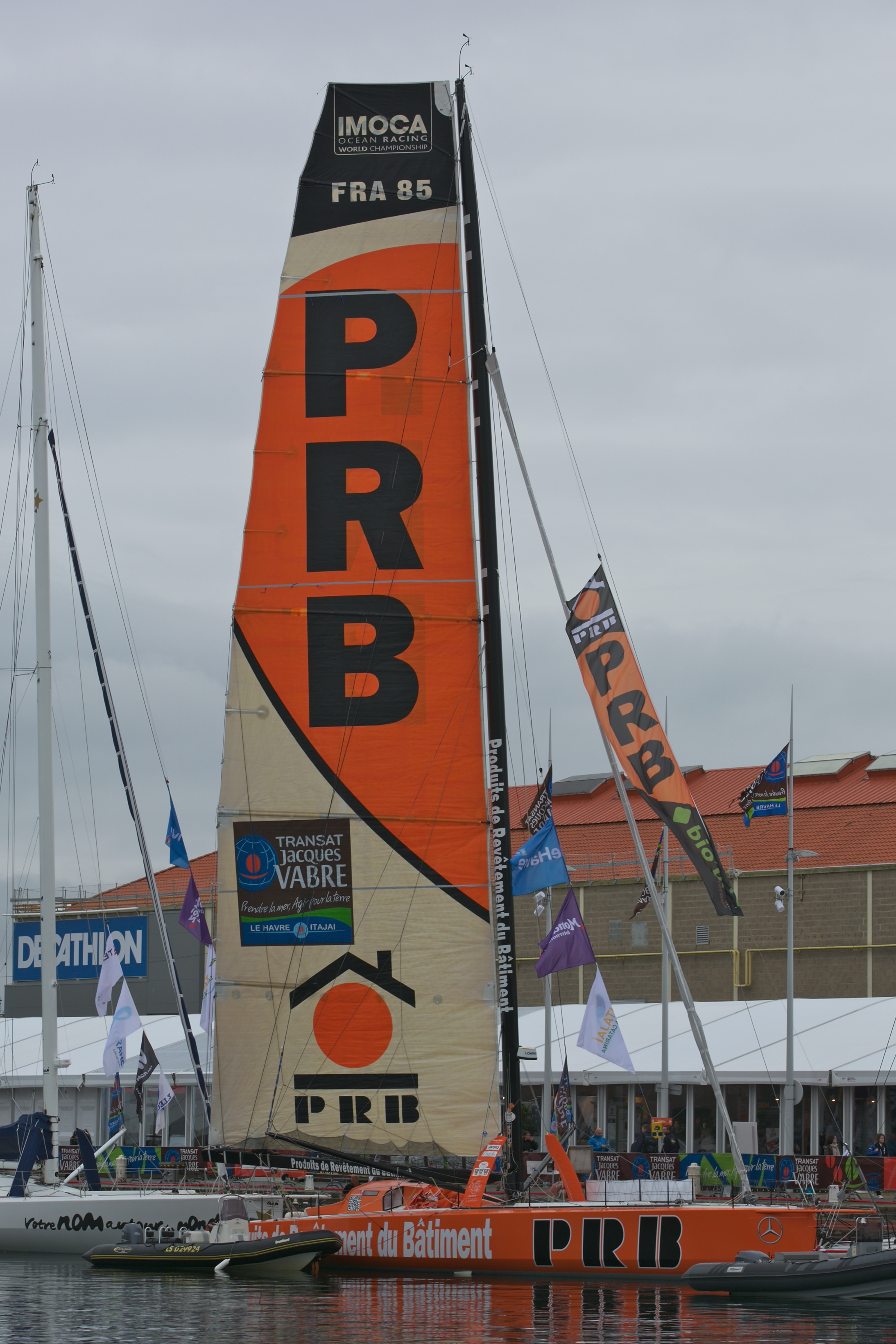
PRB, vainqueur de la catégorie IMOCA.

Ces bateaux sont conçus pour des tours du monde comme le Vendée Globe soit en solitaire, soit en double.
| Nom du bateau             | Année de lancement | N° voile | Concurrent 1            | Concurrent 2      | Remarques     |
| ------------------------- | ------------------ | -------- | ----------------------- | ----------------- | ------------- |
| Bureau Vallée             | 2006               | FRA 35   | Louis Burton            | Guillaume Le Brec | EX-Delta Dore |
| Cheminées Poujoulat       | 12 mai 2011        | SUI 2012 | Bernard Stamm           | Philippe Legros   |               |
| Energa                    | 2007               | POL 53   | Zbigniew Gutkowski      | Maciej Marczewski |               |
| Initiatives-Cœur          | 1998               | FRA 72   | Tanguy de Lamotte       | François Damiens  |               |
| Macif                     | 16 août 2011       | FRA 301  | François Gabart         | Michel Desjoyeaux |               |
| Maître CoQ                | 2010               | FRA 19   | Jérémie Beyou           | Christopher Pratt |               |
| PRB 5                     | 11 mars 2010       | FRA 85   | Vincent Riou            | Jean Le Cam       |               |
| Safran                    | août 2007          | FRA 25   | Marc Guillemot          | Pascal Bidégorry  |               |
| Team Plastique            | 1998               | FRA 44   | Alessandro Di Benedetto | Alberto Monaco    |               |
| Votre Nom autour du Monde | 2007               | FRA 62   | Bertrand de Broc        | Arnaud Boissières |               |

### Multi50

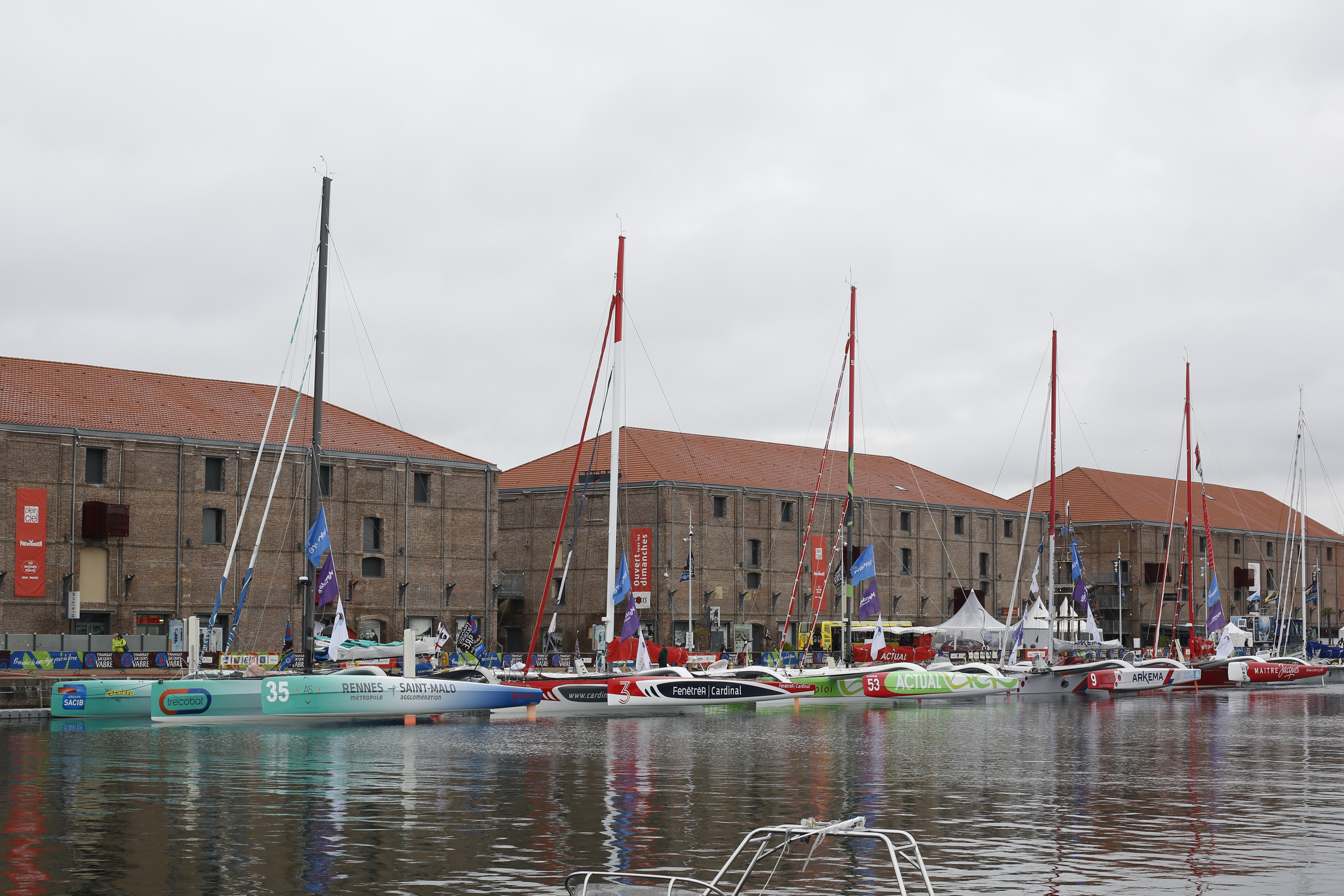
Les Multi 50 avant le départ dans le bassin Paul Vatine.

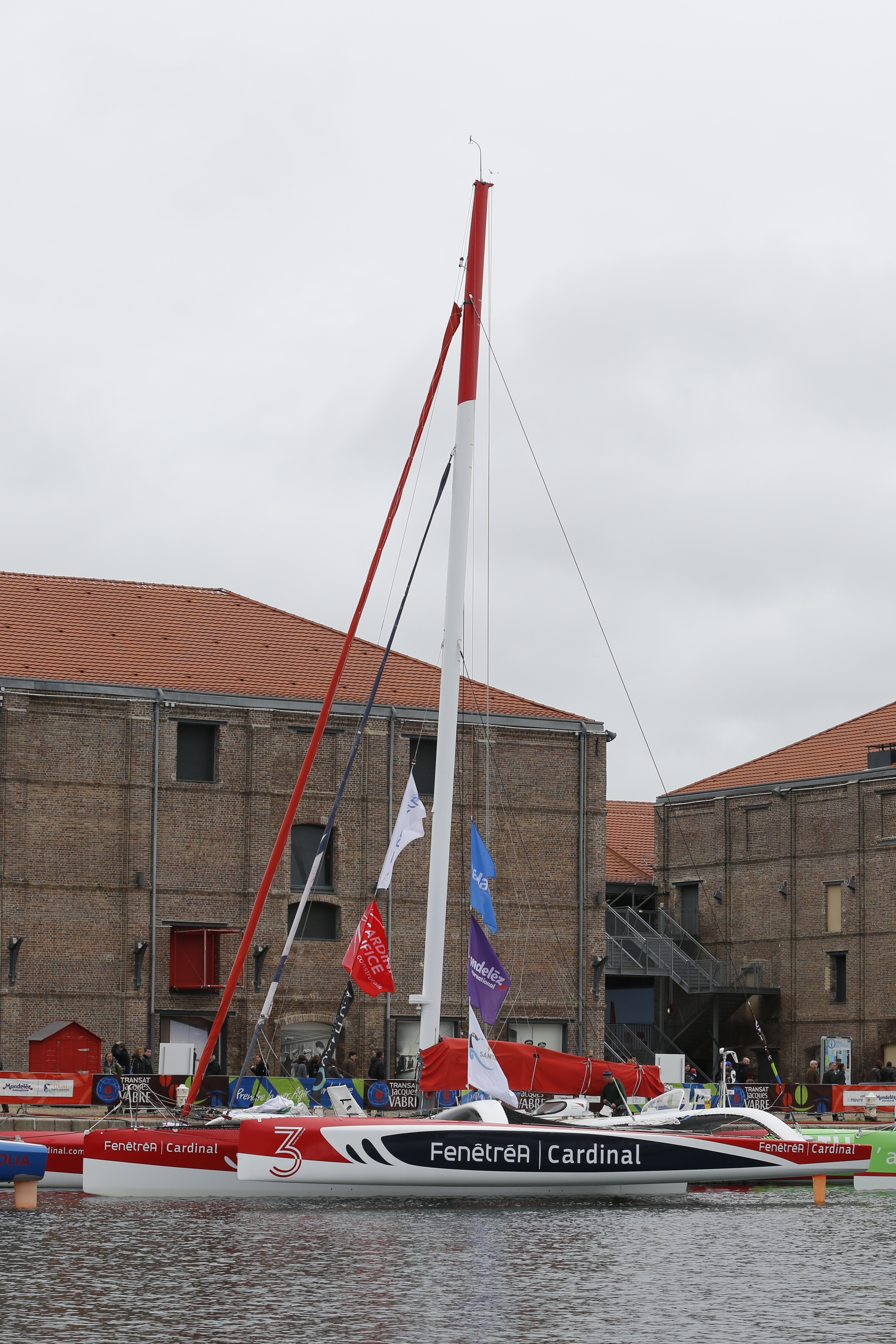
FenêtréA Cardinal, vainqueur de la catégorie Multi50

| Nom du bateau                               | Année de lancement | N° voile | Concurrent 1    | Concurrent 2    | Remarques          |
| ------------------------------------------- | ------------------ | -------- | --------------- | --------------- | ------------------ |
| Actual                                      | 2009               | 53       | Yves Le Blevec  | Kito de Pavant  |                    |
| Arkéma - Région Aquitaine                   | 2013               | 9        | Lalou Roucayrol | Mayeul Riffet   |                    |
| FenetreA - Cardinal                         | 2009               | FRA 3    | Erwan Le Roux   | Yann Elies      | EX-Crêpes Whaou! 3 |
| Maitre Jacques                              | 2005 (refit 2011)  | 2        | Loïc Fequet     | Loic Escoffier  |                    |
| Rennes Métropole - Saint-Malo Agglomération | 2009               | 35       | Gilles Lamiré   | Andrea Mura     |                    |
| Vers un Monde sans SIDA                     | 1988               | FRA 56   | Erik Nigon      | Samy Villeneuve |                    |

### Class 40

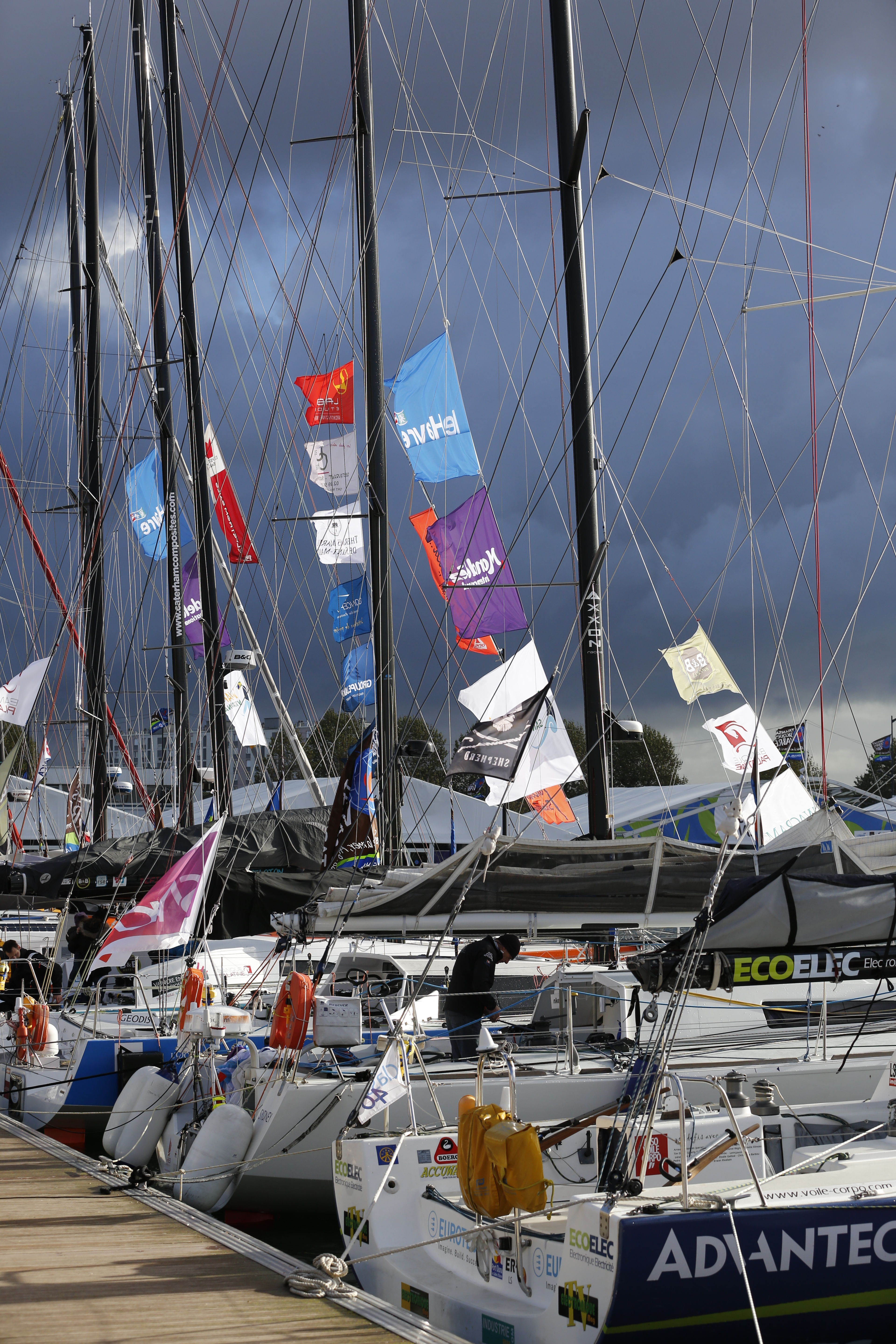
Les Class 40 avant le départ dans le bassin Paul Vatine.

| Nom du bateau                     | Année de lancement | N° voile | Concurrent 1          | Concurrent 2            | Remarques |
| --------------------------------- | ------------------ | -------- | --------------------- | ----------------------- | --------- |
| 11th Hour Racing                  | 2009               | GBR 90   | Hannah Jenner         | Rob Windsor             |           |
| April-Deltacolor                  | 2011               | FRA 105  | Lionel Reginer        | Tim Darni               |           |
| BET1128                           | 2012               | ITA 117  | Gaetano Mura          | Sam Manuard             |           |
| Campagne de France                | 2010               | FRA 101  | Halvard Mabire        | Miranda Merron          |           |
| Caterham Challenge                | 2013               | GBR 132  | Mike Gascoyne         | Brian Thompson          |           |
| Concise 8                         | 2013               | GBR 129  | Ned Collier Wakefield | Sam Goodchild           |           |
| Croix du Sud                      | 2007               | AUS 64   | Michelle Zwagerman    | Patrick Conway          |           |
| Dunkerque - Planète Enfants       | 2012               | FRA 119  | Bruno Jourdren        | Thomas Ruyant           |           |
| Eärwen                            | 2009               | FRA 88   | Catherine Pourre      | Goulven Royer           |           |
| EcoÉlec - Fantronic               | 2006               | FRA 10   | Eric Darni            | Florent Bernard         |           |
| ERDF - Des pieds et des mains     | 2013               | FRA 131  | Damien Seguin         | Yoann Richomme          |           |
| Fantastica                        | 2013               | ITA 126  | Stefano Raspadori     | Pietro D'Ali            |           |
| GDF Suez                          | 2013               | FRA 130  | Sébastien Rogues      | Fabien Delahaye         |           |
| Groupe Picoty                     | 2010               | FRA 85   | Jean-Christophe Caso  | Aymeric Chapellier      |           |
| Mare                              | 2012               | GER 115  | Jörg Riechers         | Pierre Brasseur         |           |
| Marie-Galante                     | 2008               | FRA 89   | Wilfrid Clerton       | Dominique Rivard        |           |
| Matouba                           | 2009               | FRA 79   | Bertrand Guillonneau  | Sébastien Audigane      |           |
| Mr Bricolage                      | 2011               | FRA 109  | Damien Rousseau       | Matthieu Alluin         |           |
| Obportus 3                        | 2007               | FRA 60   | Olivier Roussey       | Philippe Burger         |           |
| Phoenix Europe                    | 2008               | FRA 65   | Louis Duc             | Stéphanie Alran         |           |
| Proximedia - Sauvez mon enfant    | 2011               | FRA 104  | Denis Van Weynbergh   | Jean-Edouard Criquioche |           |
| SNCF - Geodis                     | 2008               | FRA 81   | Fabrice Amedeo        | Armel Tripon            |           |
| Solidaires en Peloton             | 2011               | FRA 107  | Victorien Erussard    | Thibaut Vauchel-Camus   |           |
| Tales Santander 2014              | 2013               | ESP 123  | Alex Pella            | Pablo Santurde          |           |
| Vaquita                           | 2013               | MLT 125  | Christof Petter       | Andreas Hanakamp        |           |
| Watt&Sea, Région Poitou-Charentes | 2010               | FRA 98   | Yannick Bestaven      | Aurélien Ducroz         |           |

## Classements

### MOD70
| Classe MOD70 : multicoques (2 inscrits) | Classe MOD70 : multicoques (2 inscrits) | Classe MOD70 : multicoques (2 inscrits) | Classe MOD70 : multicoques (2 inscrits) | Classe MOD70 : multicoques (2 inscrits) | Classe MOD70 : multicoques (2 inscrits) | Classe MOD70 : multicoques (2 inscrits) | Classe MOD70 : multicoques (2 inscrits) |
| Concurrents                             | Concurrents                             | Bateau                                  | Classement                              | Classement                              | Arrivée                                 | Arrivée                                 | Arrivée                                 |
| Skipper                                 | Skipper                                 | Nom du bateau                           | Général                                 | Classe                                  | Date                                    | Temps                                   | Moyenne (nds)                           |
| --------------------------------------- | --------------------------------------- | --------------------------------------- | --------------------------------------- | --------------------------------------- | --------------------------------------- | --------------------------------------- | --------------------------------------- |
| Sébastien Josse                         | Charles Caudrelier                      | Edmond de Rothschild                    | 1er                                     | 1er                                     | 18 novembre 2013                        | 11 j 05 h 03 min 54 s                   | 22,00                                   |
| Sidney Gavignet                         | Damian Foxall                           | Oman Air-Musandam                       | 2e                                      | 2d                                      | 18 novembre 2013                        | 11 j 10 h 04 min 09 s                   | 21,70                                   |

### IMOCA
| Classe IMOCA : monocoques (10 inscrits) | Classe IMOCA : monocoques (10 inscrits) | Classe IMOCA : monocoques (10 inscrits) | Classe IMOCA : monocoques (10 inscrits) | Classe IMOCA : monocoques (10 inscrits) | Classe IMOCA : monocoques (10 inscrits) | Classe IMOCA : monocoques (10 inscrits) | Classe IMOCA : monocoques (10 inscrits) |
| Concurrents                             | Concurrents                             | Bateau                                  | Classement                              | Classement                              | Arrivée                                 | Arrivée                                 | Arrivée                                 |
| Skipper                                 | Skipper                                 | Nom du bateau                           | Général                                 | Classe                                  | Date                                    | Temps                                   | Moyenne (nds)                           |
| --------------------------------------- | --------------------------------------- | --------------------------------------- | --------------------------------------- | --------------------------------------- | --------------------------------------- | --------------------------------------- | --------------------------------------- |
| Vincent Riou                            | Jean Le Cam                             | PRB                                     | 5e                                      | 1er                                     | 24 novembre 2013                        | 17 j 00 h 41 min 47 s                   | 14,12                                   |
| Marc Guillemot                          | Pascal Bidégorry                        | Safran                                  | 6e                                      | 2e                                      | 24 novembre 2013                        | 17 j 04 h 43 min 23 s                   | 13,93                                   |
| Jérémie Beyou                           | Christopher Pratt                       | Maître CoQ                              | 7e                                      | 3e                                      | 24 novembre 2013                        | 17 j 05 h 15 min 07 s                   | 13,90                                   |
| Bernard Stamm                           | Philippe Legros                         | Cheminées Poujoulat                     | 8e                                      | 4e                                      | 25 novembre 2013                        | 17 j 12 h 19 min 44 s                   | 13,68                                   |
| Louis Burton                            | Guillaume Le Brec                       | Bureau Vallée                           | 11e                                     | 5e                                      | 27 novembre 2013                        | 20 j 02 h 18 min 45 s                   | 12,28                                   |
| Bertrand de Broc                        | Arnaud Boissières                       | Votre Nom autour du Monde               | 12e                                     | 6e                                      | 27 novembre 2013                        | 20 j 04 h 34 min 05 s                   | 12,14                                   |
| Zbigniew Gutkowski                      | Maciej Marczewski                       | Energa                                  | 13e                                     | 7e                                      | 27 novembre 2013                        | 20 j 10 h 47 min 17 s                   | 12,23                                   |
| Tanguy de Lamotte                       | François Damiens                        | Initiatives-Cœur                        | 14e                                     | 8e                                      | 28 novembre 2013                        | 21 j 03 h 55 min 46 s                   | 11,55                                   |
| Alessandro Di Benedetto                 | Alberto Monaco                          | Team Plastique                          | 15e                                     | 9e                                      | 28 novembre 2013                        | 21 j 03 h 55 min 55 s                   | 11,32                                   |
| François Gabart                         | Michel Desjoyeaux                       | Macif                                   | 21 novembre 2013 Abandon (démâtage)     | 21 novembre 2013 Abandon (démâtage)     | 21 novembre 2013 Abandon (démâtage)     | 21 novembre 2013 Abandon (démâtage)     | 21 novembre 2013 Abandon (démâtage)     |

### Multi50
| Classe Multi50 : multicoques (6 inscrits) | Classe Multi50 : multicoques (6 inscrits) | Classe Multi50 : multicoques (6 inscrits)   | Classe Multi50 : multicoques (6 inscrits)                 | Classe Multi50 : multicoques (6 inscrits)                 | Classe Multi50 : multicoques (6 inscrits)                 | Classe Multi50 : multicoques (6 inscrits)                 | Classe Multi50 : multicoques (6 inscrits)                 |
| Concurrents                               | Concurrents                               | Bateau                                      | Classement                                                | Classement                                                | Arrivée                                                   | Arrivée                                                   | Arrivée                                                   |
| Skipper                                   | Skipper                                   | Nom du bateau                               | Général                                                   | Classe                                                    | Date                                                      | Temps                                                     | Moyenne (nds)                                             |
| ----------------------------------------- | ----------------------------------------- | ------------------------------------------- | --------------------------------------------------------- | --------------------------------------------------------- | --------------------------------------------------------- | --------------------------------------------------------- | --------------------------------------------------------- |
| Erwan Le Roux                             | Yann Eliès                                | FenetreA - Cardinal                         | 3e                                                        | 1er                                                       | 22 novembre 2013                                          | 14 j 17 h 50 min 15 s                                     | 16,60                                                     |
| Yves Le Blevec                            | Kito de Pavant                            | Actual                                      | 4e                                                        | 2e                                                        | 22 novembre 2013                                          | 14 j 22 h 47 min 30 s                                     | 16,30                                                     |
| Gilles Lamiré                             | Andrea Mura (it)                          | Rennes Métropole - Saint-Malo Agglomération | 9e                                                        | 3e                                                        | 27 novembre 2013                                          | 19 j 16 h 03 min 46 s                                     | 13,20                                                     |
| Erik Nigon                                | Samy Villeneuve                           | Vers un monde sans Sida                     | 10e                                                       | 4e                                                        | 27 novembre 2013                                          | 20 j 01 h 11 min 18 s                                     | 12,25                                                     |
| Lalou Roucayrol                           | Mayeul Riffet                             | Arkema - Région Aquitaine                   | 10 novembre 2013 Abandon (chavirage)                      | 10 novembre 2013 Abandon (chavirage)                      | 10 novembre 2013 Abandon (chavirage)                      | 10 novembre 2013 Abandon (chavirage)                      | 10 novembre 2013 Abandon (chavirage)                      |
| Loïc Fequet                               | Loic Escoffier                            | Maître Jacques                              | 9 novembre 2013 Abandon (avant du flotteur droit arraché) | 9 novembre 2013 Abandon (avant du flotteur droit arraché) | 9 novembre 2013 Abandon (avant du flotteur droit arraché) | 9 novembre 2013 Abandon (avant du flotteur droit arraché) | 9 novembre 2013 Abandon (avant du flotteur droit arraché) |

### Class40
| Classe Class40 : monocoques (26 inscrits) | Classe Class40 : monocoques (26 inscrits) | Classe Class40 : monocoques (26 inscrits) | Classe Class40 : monocoques (26 inscrits)    | Classe Class40 : monocoques (26 inscrits)    | Classe Class40 : monocoques (26 inscrits)    | Classe Class40 : monocoques (26 inscrits)    | Classe Class40 : monocoques (26 inscrits)    |
| Concurrents                               | Concurrents                               | Bateau                                    | Classement                                   | Classement                                   | Arrivée                                      | Arrivée                                      | Arrivée                                      |
| Skipper                                   | Skipper                                   | Nom du bateau                             | Général                                      | Classe                                       | Date                                         | Temps                                        | Moyenne (nds)                                |
| ----------------------------------------- | ----------------------------------------- | ----------------------------------------- | -------------------------------------------- | -------------------------------------------- | -------------------------------------------- | -------------------------------------------- | -------------------------------------------- |
| Sébastien Rogues                          | Fabien Delahaye                           | GDF Suez                                  | 16e                                          | 1er                                          | 29 novembre 2013                             | 20 j 21 h 41 min 25 s                        | 11,12                                        |
| Alex Pella                                | Pablo Santurde                            | Tales Santander 2014                      | 17e                                          | 2e                                           | 30 novembre 2013                             | 21 j 01 h 22 min 15 s                        | 11,20                                        |
| Jörg Riechers                             | Pierre Brasseur                           | Mare                                      | 18e                                          | 3e                                           | 30 novembre 2013                             | 21 j 03 h 21 min 55 s                        | 11,17                                        |
| Yannick Bestaven                          | Aurélien Ducroz                           | Watt&Sea, Région Poitou-Charentes         | 19e                                          | 4e                                           | 1er décembre 2013                            | 22 j 08 h 14 min 46 s                        | 10,49                                        |
| Jean-Christophe Caso                      | Aymeric Chappellier                       | Groupe Picoty                             | 20e                                          | 5e                                           | 1er décembre 2013                            | 22 j 10 h 26 min 47 s                        | 10,47                                        |
| Fabrice Amedeo                            | Armel Tripon                              | SNCF - Geodis                             | 21e                                          | 6e                                           | 1er décembre 2013                            | 22 j 10 h 54 min 39 s                        | 10,46                                        |
| Damien Seguin                             | Yoann Richomme                            | ERDF - Des pieds et des mains             | 22e                                          | 7e                                           | 1er décembre 2013                            | 22 j 12 h 14 min 14 s                        | 10,37                                        |
| Christof Petter                           | Andreas Hanakamp                          | Vaquita                                   | 23e                                          | 8e                                           | 1er décembre 2013                            | 22 j 13 h 39 min 33 s                        | 10,43                                        |
| Halvard Mabire                            | Miranda Merron                            | Campagne de France                        | 24e                                          | 9e                                           | 2 décembre 2013                              | 22 j 23 h 47 min 47 s                        | 10,17                                        |
| Louis Duc                                 | Stéphanie Alran                           | Phoenix Europe                            | 25e                                          | 10e                                          | 2 décembre 2013                              | 23 j 02 h 40 min 07 s                        | 10,24                                        |
| Victorien Erussard                        | Thibaut Vauchel-Camus                     | Solidaires en Peloton                     | 26e                                          | 11e                                          | 2 décembre 2013                              | 23 j 10 h 02 min 05 s                        | 10,43                                        |
| Gaetano Mura                              | Sam Manuard                               | BET1128                                   | 27e                                          | 12e                                          | 2 décembre 2013                              | 23 j 10 h 29 min 48 s                        | 10,03                                        |
| Stefano Raspadori                         | Pietro d'Ali                              | Fantastica                                | 28e                                          | 13e                                          | 2 décembre 2013                              | 23 j 11 h 43 min 40 s                        | 10,29                                        |
| Mike Gascoyne                             | Brian Thompson                            | Caterham Challenge                        | 29e                                          | 14e                                          | 2 décembre 2013                              | 23 j 16 h 36 min 10 s                        | 10,04                                        |
| Bertrand Guillonneau                      | Sébastien Audigane                        | Matouba                                   | 30e                                          | 15e                                          | 3 décembre 2013                              | 24 j 22 h 12 min 15 s                        | 9,71                                         |
| Denis Van Weynbergh                       | Jean-Edouard Criquioche                   | Proximedia - Sauvez mon enfant            | 31e                                          | 16e                                          | 3 décembre 2013                              | 24 j 22 h 24 min 21 s                        | 9,71                                         |
| Damien Rousseau                           | Matthieu Alluin                           | Mr Bricolage                              | 32e                                          | 17e                                          | 4 décembre 2013                              | 24 j 23 h 40 min 40 s                        | 9,87                                         |
| Catherine Pourre                          | Goulven Royer                             | Eärwen                                    | 33e                                          | 18e                                          | 4 décembre 2013                              | 25 j 00 h 43 min 45 s                        | 9,66                                         |
| Lionel Reginer                            | Tim Darni                                 | April-Deltacolor                          | 34e                                          | 19e                                          | 4 décembre 2013                              | 25 j 16 h 24 min 15 s                        | 9,27                                         |
| Philippe Burger                           | Olivier Roussey                           | Obportus 3                                | 35e                                          | 20e                                          | 5 décembre 2013                              | 26 j 17 h 28 min 15 s                        | 9,19                                         |
| Michelle Zwagerman                        | Patrick Conway                            | Croix du Sud                              | 36e                                          | 21e                                          | 6 décembre 2013                              | 26 j 23 h 23 min 28 s                        | 8,76                                         |
| Eric Darni                                | Florent Bernard                           | EcoÉlec - Fantronic                       | 37e                                          | 22e                                          | 7 décembre 2013                              | 28 j 04 h 49 min 20 s                        | 8,66                                         |
| Hannah Jenner                             | Rob Windsor                               | 11th hour racing                          |                                              | 23e                                          | 8 décembre 2013                              | 30 j 04 h 28 min 25 s                        |                                              |
| Bruno Jourdren                            | Thomas Ruyant                             | Dunkerque - Planète Enfants               | 14 novembre 2013 Abandon (Problème médical)  | 14 novembre 2013 Abandon (Problème médical)  | 14 novembre 2013 Abandon (Problème médical)  | 14 novembre 2013 Abandon (Problème médical)  | 14 novembre 2013 Abandon (Problème médical)  |
| Ned Collier Wakefield                     | Sam Goodchild                             | Concise 8                                 | 13 novembre 2013 Abandon (Perte d'un safran) | 13 novembre 2013 Abandon (Perte d'un safran) | 13 novembre 2013 Abandon (Perte d'un safran) | 13 novembre 2013 Abandon (Perte d'un safran) | 13 novembre 2013 Abandon (Perte d'un safran) |
| Wilfrid Clerton                           | Dominique Rivard                          | Marie-Galante                             | 10 novembre 2013 Abandon (Bôme endommagée)   | 10 novembre 2013 Abandon (Bôme endommagée)   | 10 novembre 2013 Abandon (Bôme endommagée)   | 10 novembre 2013 Abandon (Bôme endommagée)   | 10 novembre 2013 Abandon (Bôme endommagée)   |